# Eliezer Mayenda
Eliezer Mayenda Dossou (Zaragoza, 8 de mayo de 2005) es un futbolista español que juega de delantero en el Sunderland A. F. C. de la Premier League.
Es internacional con la selección sub-21 de España.

## Trayectoria
Nacido en Zaragoza, se formó en la cantera del Club Deportivo Ebro, y posteriormente, entró a las inferiores del F. C. Sochaux francés en 2019. Debutó en el primer equipo el 18 de diciembre de 2021 ante el F. C. Nantes por la Copa de Francia. Con este debut, fue el jugador debutante más joven del club con 16 años, 7 meses y 10 días.
Tras dos temporadas, el 28 de julio de 2023 fichó por cinco años por el Sunderland A. F. C. de la EFL Championship inglesa. El primero de ellos lo terminó jugando cedido en el Hibernian F. C. En el segundo volvió a Sunderland y marcó el gol del empate en la final de la promoción de ascenso a la Premier League, categoría a la que regresaron tras ocho años de ausencia. En esta competición hizo su debut en la primera jornada de la campaña siguiente saliendo de titular en el partido ante el West Ham United y suyo fue el primer tanto de un encuentro que ganaron por tres a cero.

## Selección nacional
Disputó el Torneo Internacional Algarve sub-17 con la selección sub-17 de España. El 14 de marzo de 2025 fue convocado por la selección sub-21 de España por primera vez.

## Estadísticas
Actualizado al último partido disputado el 16 de agosto de 2025.
| Club                           | Div.          | Temporada     | Liga  | Liga  | Copas nacionales | Copas nacionales | Copas internacionales | Copas internacionales | Total | Total |
| Club                           | Div.          | Temporada     | Part. | Goles | Part.            | Goles            | Part.                 | Goles                 | Part. | Goles |
| ------------------------------ | ------------- | ------------- | ----- | ----- | ---------------- | ---------------- | --------------------- | --------------------- | ----- | ----- |
| F. C. Sochaux Francia          | 2.ª           | 2021-22       | 0     | 0     | 1                | 0                | —                     | —                     | 1     | 0     |
| F. C. Sochaux Francia          | 2.ª           | 2022-23       | 15    | 1     | 0                | 0                | —                     | —                     | 15    | 1     |
| F. C. Sochaux Francia          | Total club    | Total club    | 15    | 1     | 1                | 0                | 0                     | 0                     | 16    | 1     |
| Sunderland A. F. C. Inglaterra | 2.ª           | 2023-24       | 8     | 0     | 0                | 0                | —                     | —                     | 8     | 0     |
| Hibernian F. C. Escocia        | 1.ª           | 2023-24       | 2     | 0     | 2                | 0                | —                     | —                     | 4     | 0     |
| Hibernian F. C. Escocia        | Total club    | Total club    | 2     | 0     | 2                | 0                | 0                     | 0                     | 4     | 0     |
| Sunderland A. F. C. Inglaterra | 2.ª           | 2024-25       | 40    | 10    | 1                | 0                | —                     | —                     | 41    | 10    |
| Sunderland A. F. C. Inglaterra | 1.ª           | 2025-26       | 1     | 1     | 0                | 0                | —                     | —                     | 1     | 1     |
| Sunderland A. F. C. Inglaterra | Total club    | Total club    | 49    | 11    | 1                | 0                | 0                     | 0                     | 50    | 11    |
| Total carrera                  | Total carrera | Total carrera | 66    | 12    | 4                | 0                | 0                     | 0                     | 70    | 12    |